# Enrico Todesco
Enrico Todesco (Milano, 2 maggio 1960) è un ex calciatore italiano, di ruolo attaccante.

## Carriera
È stato un attaccante che ha militato per diverse stagioni in Serie A nella Lazio, nel Genoa, nel Pisa e soprattutto nel Como, di cui divenne una bandiera nella seconda metà degli anni 80.
Nel giugno 1990, Todesco firmò un contratto per una stagione per i North York Rockets, squadra di Toronto supportata dalla folta comunità italo-canadese; insieme a Todesco giocarono anche Marco Nicoletti e Massimo Briaschi. Allenati dall'ex attaccante polacco Grzegorz Lato e sotto la guida del presidente Joe D'Urso e del general manager Fausto Di Berardino, i North York Rockets giunsero ai quarti di finale dei play-off, persi contro i futuri vincitori dei Vancouver 86ers.

## Palmarès
- Campionato italiano Serie C1: 1

Como: 1978-1979 (girone A)
- Campionato italiano di Serie B: 1

Pisa: 1981-1982